# Ольховец (остановочный пункт)
Ольховец (до 15 декабря 2024 — 90 киломе́тр) — остановочный пункт / пассажирская платформа Витебского направления Октябрьской железной дороги в Гатчинском районе Ленинградской области. Расположен на однопутном электрифицированном перегоне Новинка — Чаща участка Павловск — Батецкая. Относится к Санкт-Петербург—Витебскому региону Октябрьской железной дороги.
Остановочный пункт состоит из одной прямой высокой посадочной платформы, расположенной с западной стороны от железнодорожного пути. Платформа полной длины — рассчитана на приём двенадцативагонного электропоезда. Возле северной оконечности платформы с противоположной стороны железнодорожного пути расположены две служебных постройки, принадлежащие железной дороге.
На платформе останавливаются все электропоезда, курсирующие на линии Санкт-Петербург (Витебский вокзал) — Оредеж.
Изначально платформа называлась «90 километр». 15 декабря 2024 года в ряду других остановочных пунктов Октябрьской железной дороги в Ленинградской области была переименована в «Ольховец» (по названию расположенной неподалёку деревни).

## Окрестности
На расстоянии около 330 м к востоку от платформы расположена деревня Ольховец.
Приблизительно в 1,5 км к западу от платформы находится крупное Содринское болото. Большая часть данного болота расположена на территории государственного природного заказника федерального подчинения «Мшинское болото». Восточная граница указанного заказника в районе платформы 90 километр проходит по восточной просеке квартала 156, восточной и северным просекам квартала 157 Новинского лесничества, и далее на юг по западной границе полосы отвода Витебского направления железной дороги вплоть до железнодорожного переезда на станции Тарковичи.

## Происшествия

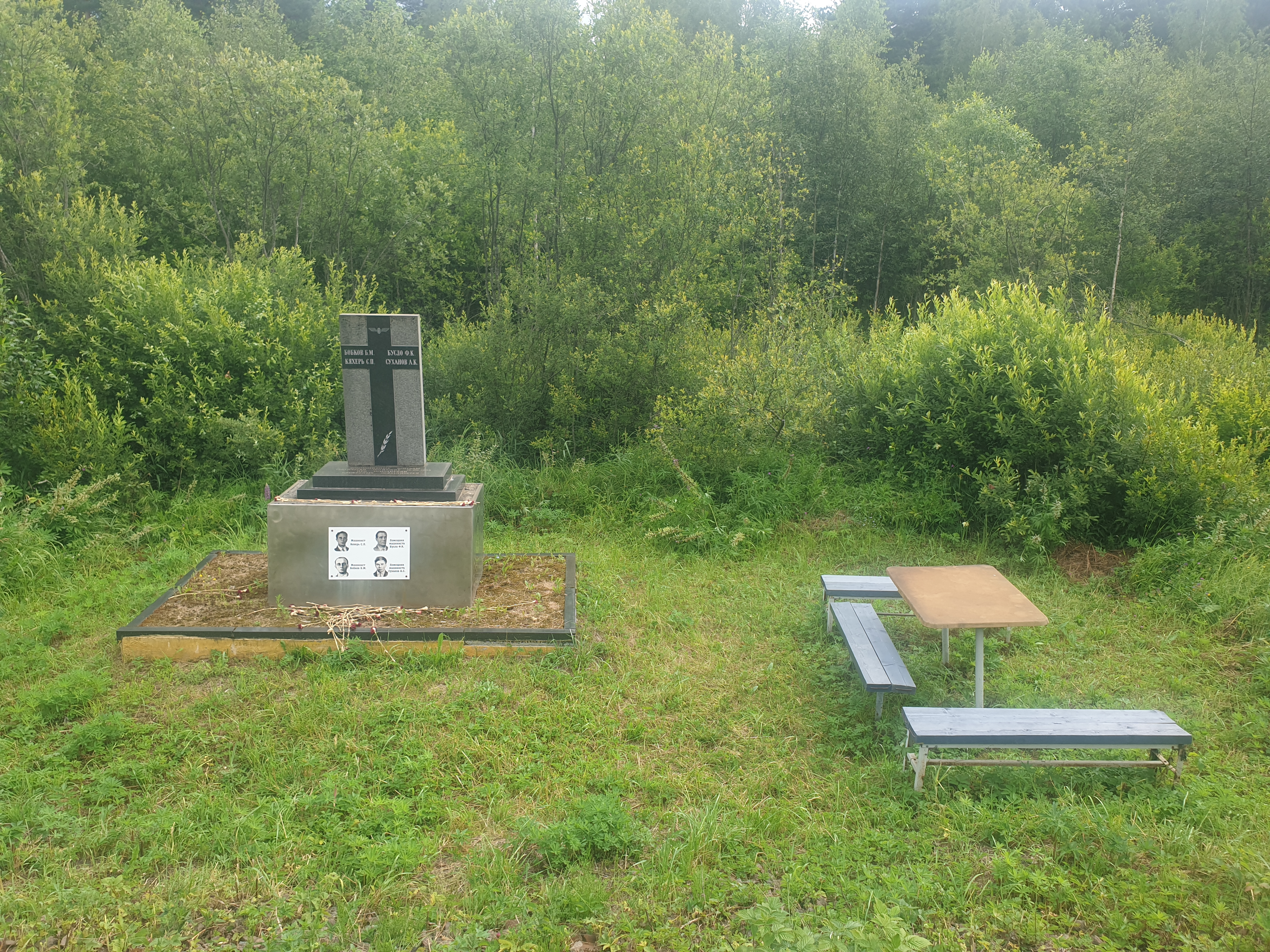
Памятник погибшим железнодорожникам.

12 июня 1965 года в 10.05 по московскому времени на 89 км Витебского направления из-за преступной халатности дежурного по станции Новинка произошло столкновение пассажирского поезда № 12 Киев — Ленинград и грузового состава. В результате крушения погибло пять человек: четверо членов локомотивных бригад составов и двенадцатилетний пассажир поезда № 12. В память о погибших на расстоянии около 120 метров к северу от остановочного пункта 90 километр  в том же году был установлен обелиск, замененный на новый 31 августа 2006 года.

## Расписание электропоездов
- Расписание электропоездов на сайте СЗППК
- Расписание пригородных поездов. Яндекс.Расписания.
- Расписание пригородных поездов на tutu.ru